# Higginson (Arkansas)
Higginson è un comune degli Stati Uniti d'America, situato in Arkansas, nella contea di White.